# 와인빌 양계장 연쇄 살인사건
와인빌 양계장 연쇄 살인사건(영어: Wineville Chicken Coop murders)은 고든 노스콧(Gordon Northcott)에 의해 미국에서 1920년대 후반에 발생한 연쇄 소년 납치 살인 사건이다. 재판에서 유죄가 된 것은 3명의 살인이지만, 피해자는 20명이라는 주장도 있다. 이 사건을 모티브로 한 영화가 2008년 《체인질링》이라는 이름으로 공개되었다.

## 같이 보기
- 바비 던바 실종 사건